# Titanidiops constructor
Espèce
Synonymes
- Acanthodon constructor Pocock, 1900

Titanidiops constructor est une espèce d'araignées mygalomorphes de la famille des Idiopidae.

## Distribution
Cette espèce est endémique du Tamil Nadu en Inde,. Elle se rencontre vers Chengalpattu et Yercaud.

## Description

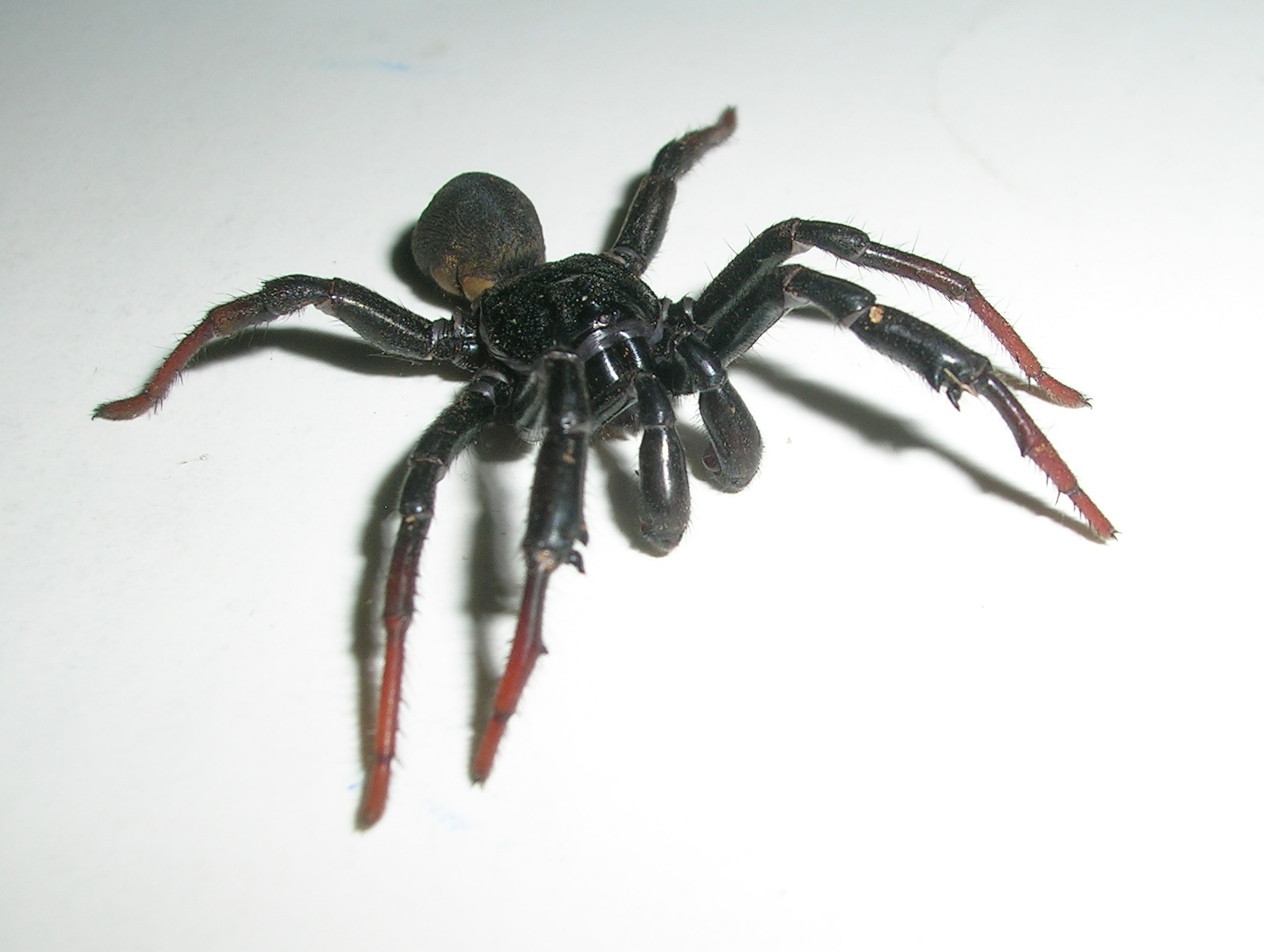
Titanidiops constructor

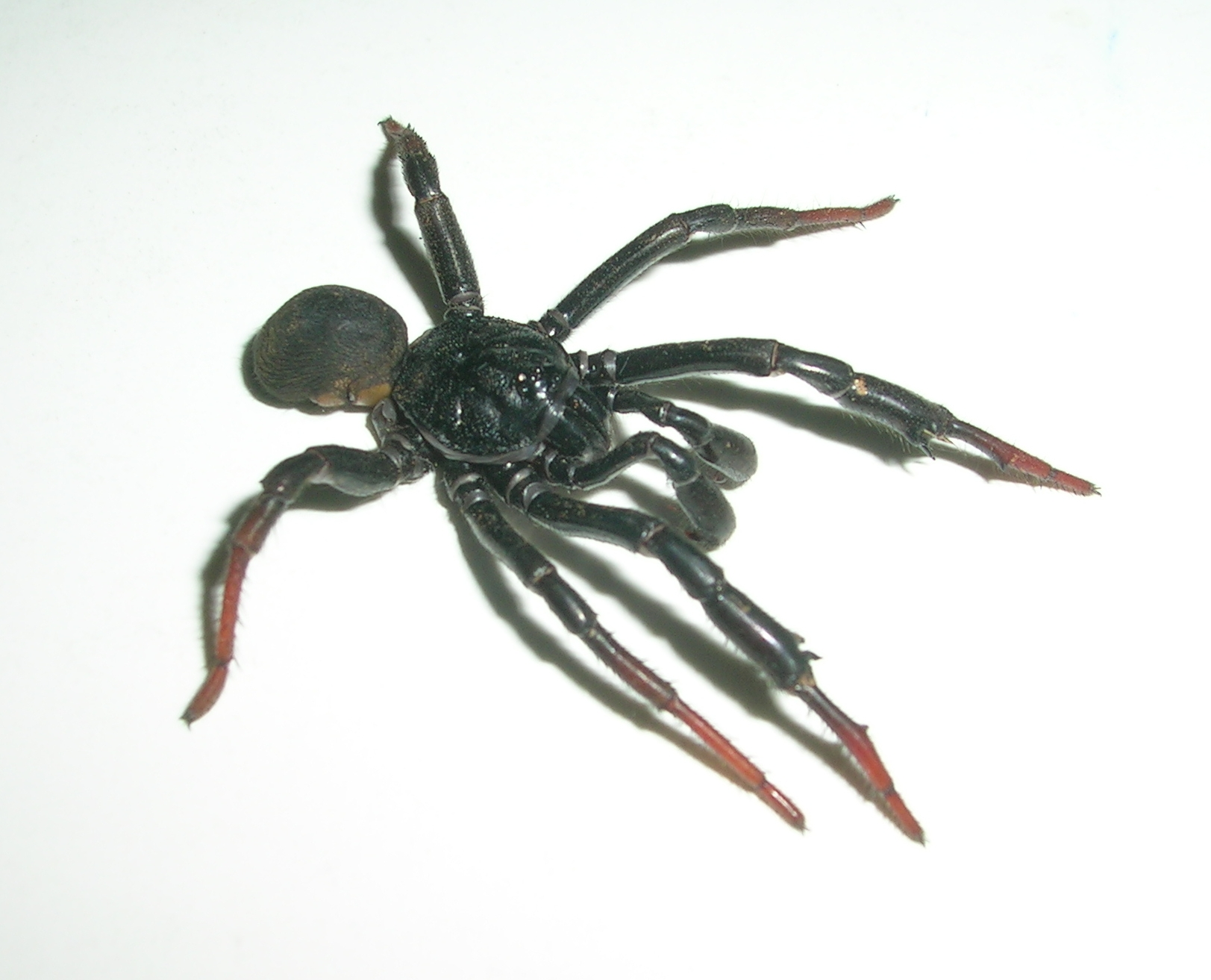
Titanidiops constructor

Le mâle syntype mesure 12 mm et la femelle syntype 19 mm.

## Systématique et taxinomie
Cette espèce a été décrite sous le protonyme Acanthodon constructor par Pocock en 1900. Elle est placée dans le genre Titanidiops par Simon en 1903.

## Publication originale
- Pocock, 1900 : The fauna of British India, including Ceylon and Burma. Arachnida. London, p. 1-279 (texte intégral).